# Garbolc
Garbolc là một thị trấn thuộc hạt Szabolcs-Szatmár-Bereg, Hungary. Thị trấn này có diện tích 7,26 km², dân số năm 2010 là 149 người, mật độ 21 người/km².